# Bill Cain
Bill Cain (* 8. Februar 1948) ist ein ehemaliger US-amerikanisch-französischer Basketballspieler.

## Laufbahn
Der aus White Plains (Bundesstaat New York) stammende Cain spielte in seinem Heimatland von 1978 bis 1980 an der Iowa State University. In beiden Spieljahren war er bester Korbschütze und Rebounder der Hochschulmannschaft: 1968/69 kam er im Mittel auf 21,8 Punkte sowie 13,5 Rebounds und 1969/70 auf 19,8 Punkte und 15,2 Rebounds je Begegnung. Die Portland Trail Blazers sicherten sich beim NBA-Draftverfahren 1970 in der dritten Auswahlrunde an 42. Stelle die Rechte an dem 1,98 Meter großen Cain. Der Sprung in die NBA gelang ihm jedoch nicht.
Cain spielte zunächst ein Jahr in Belgien, 1972 wechselte er ins französische Vichy. Dort blieb er bis 1975. In seinem letzten Spieljahr in Vichy erzielte er 28,1 Punkte je Begegnung und stellte damit den höchsten Mittelwert seiner Karriere in Frankreich auf. Von 1975 bis 1983 spielte Cain in Le Mans. 1978, 1979 und 1982 gewann er mit der Mannschaft die französische Meisterschaft. Er heiratete eine Französin und nahm die Staatsbürgerschaft des Landes an. Cain wurde in die französische Nationalmannschaft berufen, 1979 nahm er an der Europameisterschaft teil und erzielte als zweitbester Korbschütze der Mannschaft im Turnierverlauf 13,2 Punkte je Begegnung.
Zum Abschluss seiner Laufbahn spielte Cain 1984/85 in Mülhausen. Er blieb nach seiner Spielerzeit in Frankreich.